# Rosenheimer Herbstfest

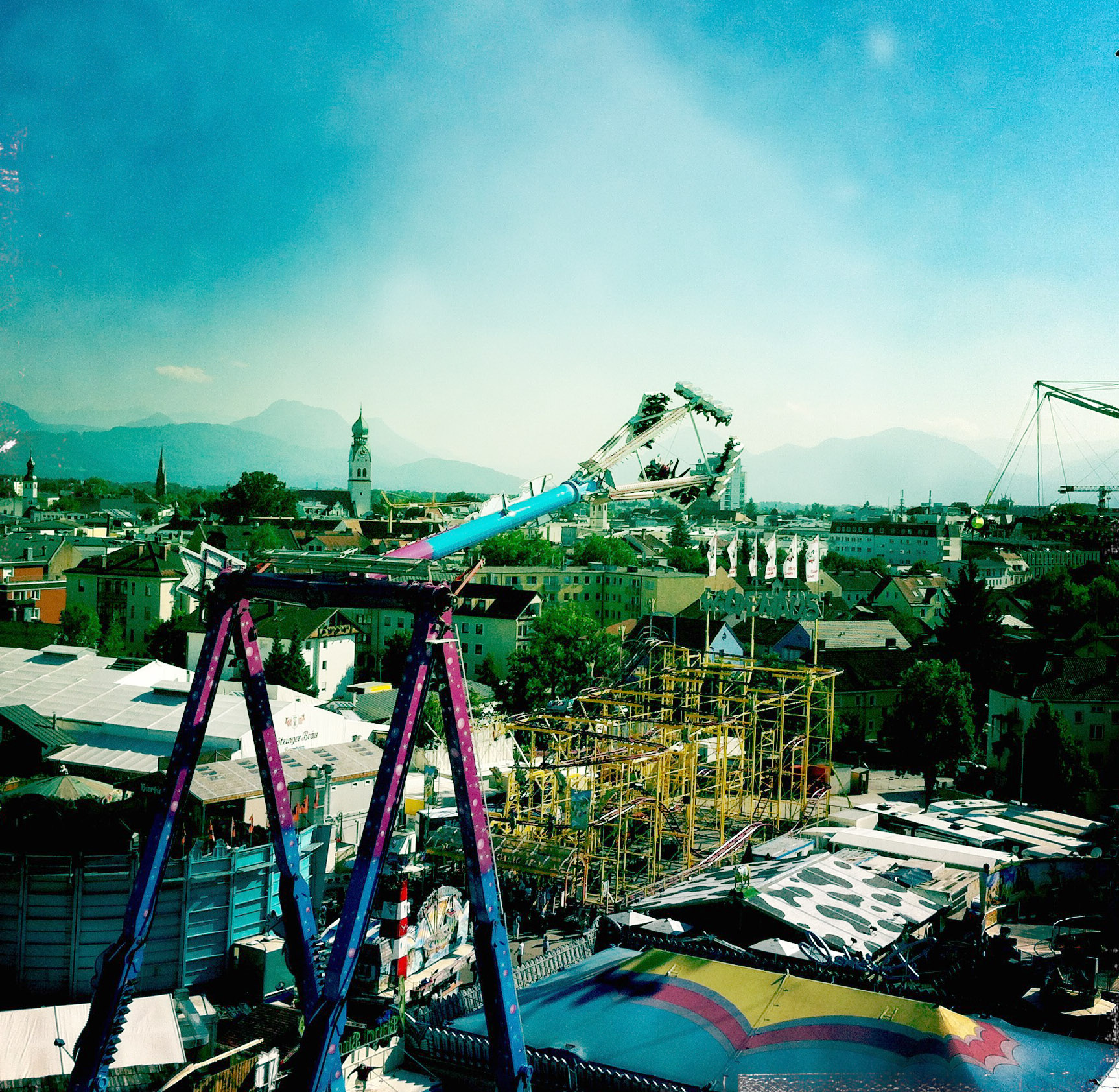
Herbstfest Rosenheim 2012

Das Rosenheimer Herbstfest (lokal auch Wiesn genannt, da es auf der Rosenheimer Loretowiese stattfindet) ist das größte Volksfest in Südostoberbayern (jährlich über eine Million Besucher) und wird jedes Jahr vom Wirtschaftlichen Verband Rosenheim veranstaltet. Es beginnt immer am letzten Samstag im August mit dem traditionellen Anstich in den beiden Festzelten und dauert 16 Tage.
2025 findet das Rosenheimer Herbstfest vom 30. August bis 14. September statt. 

## Geschichte
Das Rosenheimer Herbstfest entwickelte sich aus einer alle fünf Jahre stattfindenden Landwirtschaftsausstellung. 1861 wurde diese Ausstellung um Attraktionen wie ein Schützenfest und einen Gesangswettbewerb reicher und damit zu einem Volksfest im eigentlichen Sinne. In den folgenden Jahren wuchs das Fest weiter, was auch damit zusammenhing, dass Rosenheim sich als „Bierstadt“ präsentieren wollte. In den 1890er Jahren hatte Rosenheim bei einer Einwohnerzahl von rund 10.000 Menschen elf Brauereien, und es wurden schon über 400 Hektoliter Bier produziert.
Veranstaltungsort war stets die Loretowiese, früher ein freies Stück Wiese vor den Toren Rosenheims. Sie war bereits im Mittelalter Schauplatz von Jahrmärkten, Volksbelustigungen und öffentlichen Hinrichtungen. Mittlerweile asphaltiert, dient die Loretowiese heute aufgrund ihrer zentralen Lage hauptsächlich als Parkplatz, aber auch als Messegelände, etwa für die Neue Messe Rosenheim.
Nicht immer fand das Volksfest regelmäßig statt. 1873 griff die Cholera im Landkreis Rosenheim um sich, was dazu führte, dass wie auch in den Kriegsjahren des Ersten Weltkrieges (1914 bis 1918) das Herbstfest ausfiel. Erst 1925 kehrte das Volksfest zurück, auf dem mittlerweile zwei (Flötzinger und Auer-Bräu) große Bierzelte, ein Weinzelt und 19 Schausteller vertreten waren.
In den Nachkriegsjahren 1946 bis 1949 organisierte der Verband der Bayerischen Schausteller jährlich Frühlingsfeste auf der Loretowiese, bis der Wirtschaftliche Verband Rosenheim zum Veranstalter wurde und das Volksfest kurz darauf in „Rosenheimer Herbstfest“ umbenannte.
Anlässlich des 150. Jubiläums im Jahr 2011 wurde das Herbstfest bereits einen Tag früher eröffnet, also am Freitagabend, 26. August 2011.
Offizielles Erscheinungsbild des Rosenheimer Herbstfestes ist die illustrative Halbfigur-Abbildung eines singenden Trommlers in Tracht.
2020 fiel das Herbstfest aufgrund der COVID-19-Pandemie das erste Mal seit 1945 aus. Auch 2021 konnte es aufgrund der Pandemie nicht stattfinden.

## Die Zelte

### Die Auer-Bräu-Festhalle
Die Auerbräu Festhalle (ehem. Inntalhalle), ist eine große Veranstaltungshalle mit Balkon. Während des Herbstfestes wird sie an der Nordseite um ein kleines Zelt erweitert, in der seit 1981 die traditionelle Ochsenbraterei steht. Bei Auerbräu verkehrt hauptsächlich das jüngere, feierlustige Publikum, da die Inntalhalle baulich mehr Lärm zulässt. Festwirt der Auerbräu Festhalle ist die Familie Heinrichsberger aus Aschau. Seit 1968 spielt täglich ab 15.00 Uhr die Kapelle „Die Karolinenfelder“ (Leitung: Karl Beinhofer) in der Auerbräu Festhalle. Über die Mittagszeit treten wechselnde Musikgruppen auf. Das Zelt bietet insgesamt 7000 Sitzplätze, darunter 4000 in der Halle, 1000 in der Ochsenbraterei und 2000 im Garten und den Balkonen. Daneben gibt es neben der Musik seit einigen Jahren noch einen kleinen Stehplatzbereich.

### Das Flötzinger-Bräu-Festzelt
Das Zelt der letzten Privatbrauerei Rosenheims Flötzinger Bräu ist das größte freistehende seiner Art in Europa. Es zeichnet sich durch seine aufwändige Dekoration mit traditionellen Kränzen und Bildertafeln aus.
2006 wurde das Dach über dem Balkon in ein sogenanntes Cabrio-Dach umgestaltet, das bei Bedarf per Fernbedienung geöffnet werden kann und somit eine bessere Belüftung im Zelt gewährleistet und den Besuchern einen freien Blick auf den Himmel ermöglicht. Ebenfalls neu eingeführt wurden spezielle Kinderteller und auch eine wechselnde musikalische Unterhaltung zur Mittagszeit. Seit 1950 ist die abendliche Kapelle die „Dreder Musi“ (Leitung: Roland Merk). Festwirt des Flötzinger-Zeltes ist Andreas Schmidt. Das Festzelt inklusive Garten hat eine Gesamtkapazität von 9500 Sitzplätzen.
Beide Bierzelte können ihren Gästen mittlerweile bei schönem Wetter ausreichend Plätze in ihren Biergärten anbieten. In Maßkrügen aus Glas wird das traditionsreiche Märzenbier ausgeschenkt, das einen höheren Alkohol- und Stammwürzegehalt aufweist und deshalb auch seine gold-braune Farbe hat.

### Zum Tatzlwurm
Im Jahre 2005 eröffnete erstmals ein drittes kleineres Zelt – oder besser ein Almstadl – namens „Zum Tatzlwurm“, der auch Wein, Prosecco und Wildgerichte anbietet. Festwirt ist Karl Kiesl, Inhaber des gleichnamigen Restaurants und Hotels am Sudelfeld. Vorbild für diesen Betrieb war vermutlich das Käfer-Zelt auf dem Oktoberfest, in dem Karl Kiesl jun. seit einigen Jahren die Leitung der Servicebrigade anführt. Seit dem Jahr 2010 ist an die Almhütte auch ein Biergartenbereich angegliedert.

### Der Proseccostadl
Seit 2007 hat das ehemalige Sektzelt eine neue Erscheinung. In einem puristisch modernen Holzstadl gibt es tagsüber Knödlgerichte, Kaffee und Kuchen, sowie ganztägig Prosecco, Champagner und Wein. Betreiber Michael Fraenkel sorgt nach 17 Jahren Sektzelt mit dem Proseccostadl tagsüber für eine Anlaufstation für Knödl, Kaffee und Kuchen, abends für ausgelassene Stimmung bei Tanzmusik.

### Übrige Gastronomie
Neben den bayerischen Leckereien mit Fleisch- und Fischgerichten gibt es auf dem Herbstfest auch thailändische Spezialitäten sowie einen Pizzastand.

## Verlauf
Bereits in der ersten Juli-Woche beginnt der Aufbau des Flötzinger-Zeltes. Die komplette Sperrung der Loretowiese erfolgt in der Regel zwei Wochen vor Festbeginn, da dann auch die meisten Schausteller eintreffen.
Nach dem Trachtenzug vom Rosenheimer Bahnhof durch die Innenstadt zur Loretowiese wird das Herbstfest nach einigen kurzen Ansprachen mit drei Böllerschüssen offiziell eröffnet. Im jährlichen Wechsel erfolgt danach zeitgleich in beiden Bierzelten das traditionelle Anzapfen durch den Oberbürgermeister (derzeit Andreas März) und den Landrat (derzeit Otto Lederer).
Am ersten Sonntagvormittag findet in der Ochsenbraterei ein Boxkampf statt, was für die Boxer oftmals aufgrund der ungewohnten Verhältnisse eine große Herausforderung darstellt. Darüber hinaus finden im Rahmen des Herbstfestes noch weitere Sportwettkämpfe statt (z. B. Tennis). An Familiennachmittagen, jeweils mittwochs bis 18 Uhr, bieten die Fahrgeschäfte und Buden den Besuchern ermäßigte Preise. 
Am mittleren Sonntag findet alljährlich in der Innenstadt anlässlich des Erntedankfestes der große Erntedankumzug statt. Nach dem Gottesdienst im Mangfallpark ziehen die Mitwirkenden auf den Festplatz ein und genießen den verdienten Frühschoppen. Jeweils am zweiten Dienstag ist in der Klosterkirche unmittelbar am Festplatz der traditionelle Schaustellergottesdienst eingeplant, oftmals einschließlich Kommunion oder Firmung für die Kinder der Schaustellerfamilien. Nach dem Gottesdienst sind die Reisenden vom Wirtschaftlichen Verband in eines der beiden Festzelte zum Weißwurst-Essen eingeladen.
Den Höhepunkt des Herbstfests bildet das Brillantfeuerwerk, welches am Donnerstag der zweiten Festwoche um 21.00 Uhr über der Festwiese erstrahlt.
Das Herbstfest endet am letzten Tag um 23.00 Uhr mit dem Zapfenstreich. Nach ein paar Dankesworten verlassen die Wirte das Zelt, und die Musik verstummt. Die Schausteller bauen in der Regel noch in der Nacht ihre Fahrgeschäfte und Stände ab, da viele von ihnen bereits in wenigen Tagen auf dem Oktoberfest in München betriebsfertig sein müssen.

## Grundsätze der Veranstalter
Von jeher war es das Ziel des Wirtschaftlichen Verbandes sowie der Rosenheimer Städtväter, das Herbstfest als familienfreundliches Fest zu präsentieren. So kostete die Maß vor 2002 nie über zehn Mark und blieb mit dem Preis von 7,80 € (2013; 2007–2009: 6,80 €) deutlich unter dem Preis auf dem Münchner Oktoberfest. 2016 kostete die Maß 8,40 €. Im Jahre 2022 betrug der Preis für die Maß 11,40 € bzw. 11,80 €.
Ebenso wird auf eine moderatere Gestaltung der Preise der Fahrgeschäfte geachtet, wozu auch die bereits erwähnten Familientage mit ermäßigten Fahrpreisen (teilweise 1 EUR) beitragen. Darüber hinaus versucht der Wirtschaftliche Verband den Herbstfestbesuchern neben den bewährten Betrieben jedes Jahr auch neue Attraktionen und Stände zu bieten. Seit einigen Jahren wird das Fest mit dem Slogan „Die sympathische Wiesn“ beworben.
Das Rosenheimer Herbstfest hat den Anspruch, mehr Wert auf bayerische Tradition zu legen, was es bei der altbayerischen Bevölkerung durchaus beliebter macht als das Münchner Oktoberfest. Es bildet damit einen Gegenpol zu der von der Bevölkerung empfundenen kulturellen Degeneration und dem Massentourismus der Theresienwiese.

## Sicherheit
Auf dem Gelände des Herbstfests besteht jeweils eine Wache von Polizei, der Freiwilligen Feuerwehr und des Bayerischen Roten Kreuzes (BRK). Die Sanitätsbereitschaft des BRK Rosenheim betreut seit vielen Jahren die Besucher und Schausteller des Herbstfests. Zwischen sechs und fünfzehn Einsatzkräfte sowie ein Arzt (am Wochenende zwei) versehen ihren Dienst auf dem Herbstfest, außerdem ist an der Sanitätswache ein ehrenamtlicher Rettungswagen stationiert. Jährlich werden ca. 600 bis 1000 Patienten versorgt.
Nach den terroristischen Ereignissen, die sich Im Vorfeld der Wiesn 2016 ereigneten, beschloss man die Sicherheitsmaßnahmen zu verstärken und private Sicherheitsdienste kontrollierten an jedem Eingang die Taschen der Besucher. Auch die Polizeipräsenz wurde erheblich ausgeweitet.